# Januszkowo (województwo warmińsko-mazurskie)
Januszkowo (niem. Januschkau, w latach 1938–1945 Osterschau) – wieś w Polsce położona w województwie warmińsko-mazurskim, w powiecie nidzickim, w gminie Kozłowo.
W latach 1975–1998 miejscowość administracyjnie należała do województwa olsztyńskiego.

## Historia
W roku 1721 kościół w Januszkowie był filią parafii luterańskiej w Łynie.